# 等々力駅

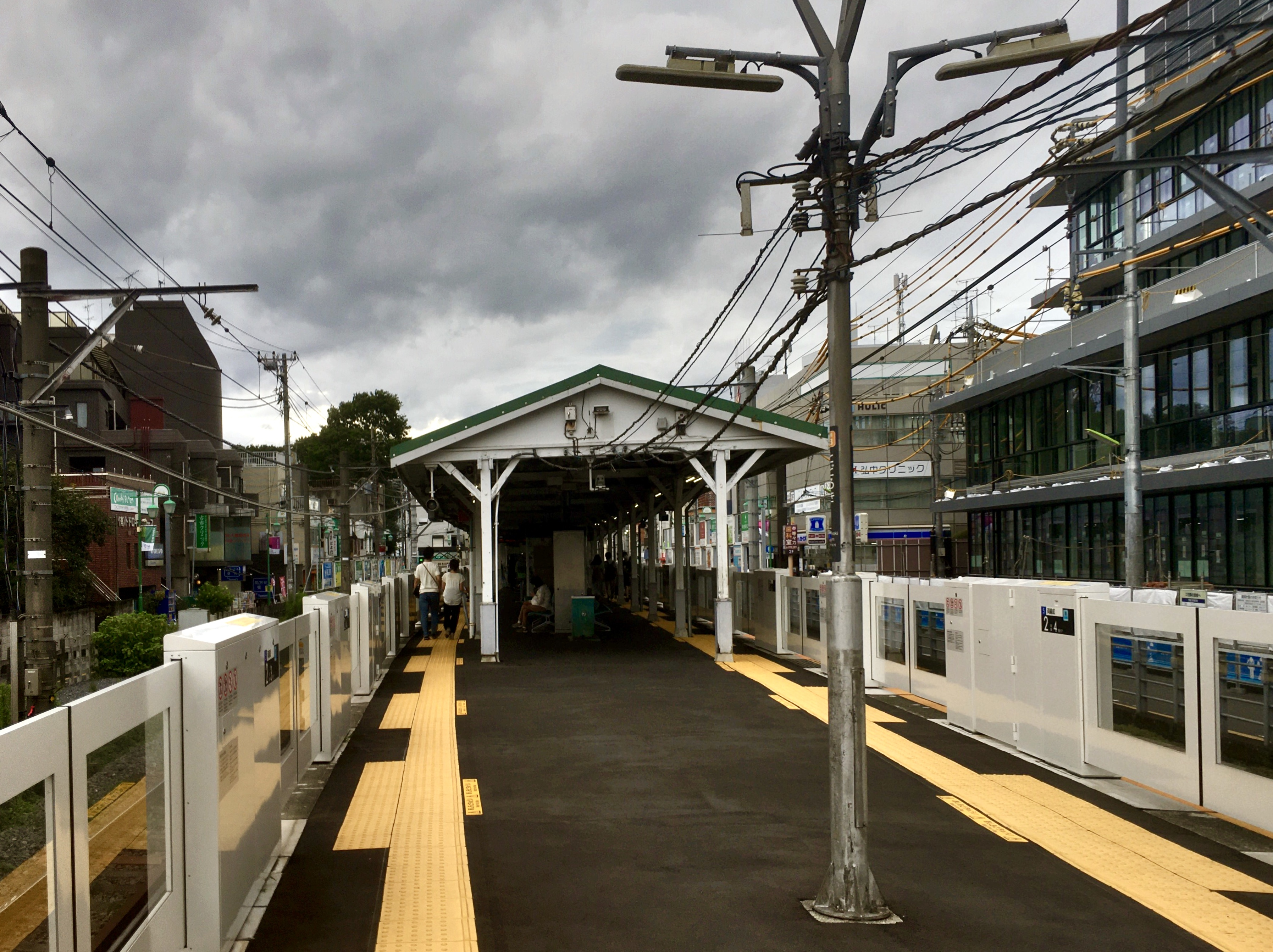
ホームより改札口方面を望む。
かつては東急各駅で見られた木造の上屋が今も残る（2020年7月4日）。

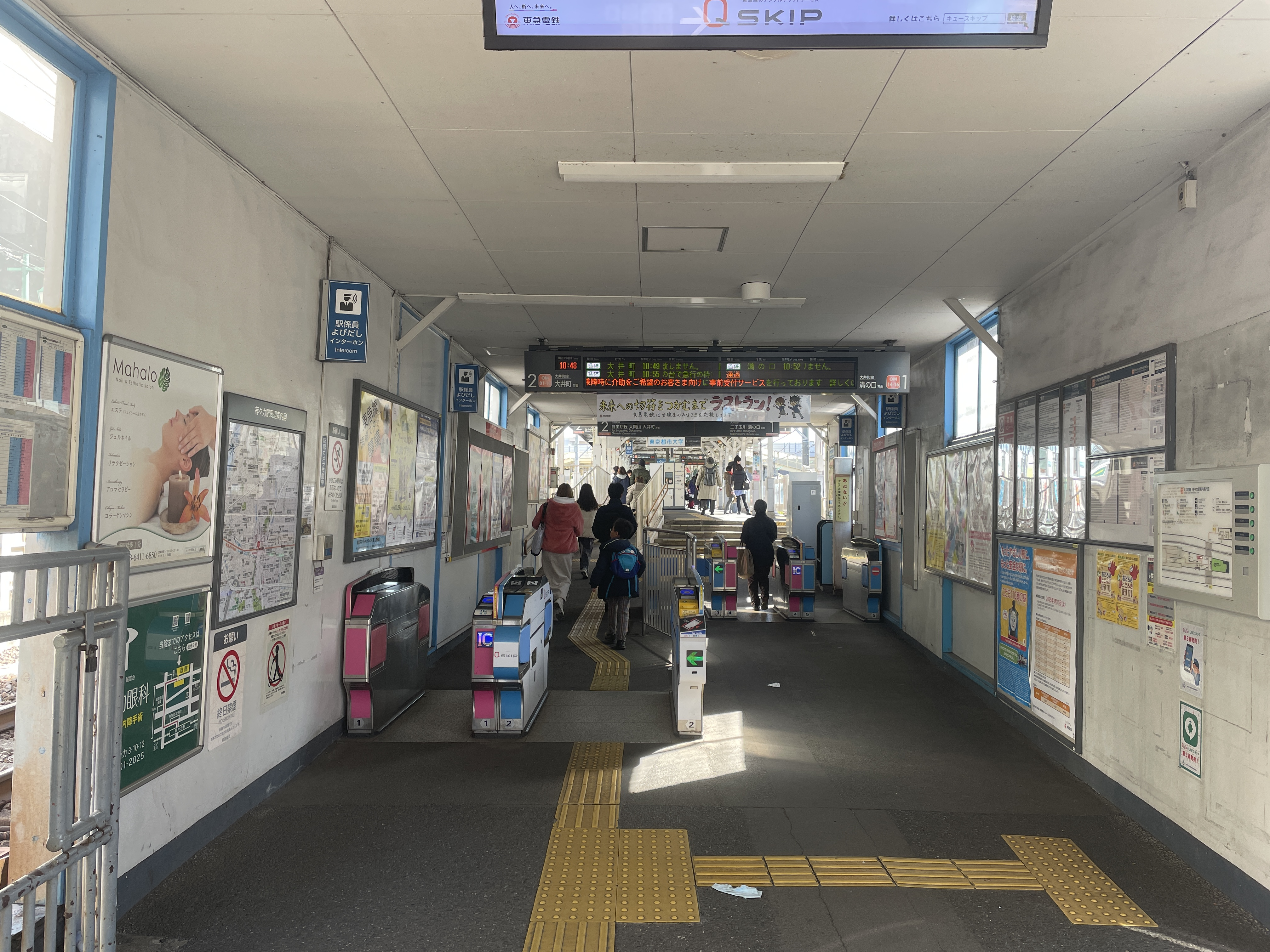
改札口（2025年2月）

等々力駅（とどろきえき）は、東京都世田谷区等々力三丁目にある、東急電鉄大井町線の駅である。1929年（昭和4年）11月1日に開設した。駅番号はOM13。

## 駅構造
島式ホーム1面2線を有する地上駅。駅舎はホームから二子玉川側に連続して、上下線に挟まれた場所にある。駅両脇の道路と駅舎間を結ぶ構内踏切があり、そこから駅舎へ入る。トイレは改札内には設置されておらず、南口の構内踏切横に多機能トイレを併設した男女別の水洗式のものが設置されているが、駅営業時間外は閉鎖される。かつては北口の構内踏切から公道を挟んで向かい側に設置されていた。
2022年（令和4年）より「東京都市大学等々力中学校・高等学校前」と言う施設案内看板がホーム駅名標に掲出されている。2014年（平成26年） - 2022年（令和4年）までは「東京都市大学等々力キャンパス前」と言う施設案内看板が掲出されていた。
当駅は大井町線において最後のホームドア設置駅となり、2020年（令和2年）3月22日の運用開始を最後に、世田谷線・こどもの国線除く東急線全駅へのホームドア・センサー付固定式ホーム柵整備が完了した。

### のりば
| 番線 | 路線     | 方向 | 行先                         |
| ---- | -------- | ---- | ---------------------------- |
| 1    | 大井町線 | 下り | 二子玉川・溝の口方面         |
| 2    | 大井町線 | 上り | 自由が丘・大岡山・大井町方面 |

### 地下化計画について
田園都市線複々線化並びに混雑緩和とそれに伴う大井町線改良工事の一環として、駅舎改築と共に当駅を地下化し、島式ホーム1面2線およびその両外側に急行通過線を新設する計画がある。当初は、上り（大井町方面行）通過線を当駅に、下り通過線（溝の口方面行）を隣の尾山台駅に分けてそれぞれ新設する計画であったが、後に上下線共に当駅に設置する計画に変更された。
しかし、駅地下化に伴って当駅付近に位置する東京23区内で唯一の渓谷である等々力渓谷の湧水が妨げられ、渓谷の自然が破壊されるとの懸念から、工事反対の声が上がったため、世田谷区を中心として「等々力駅地下化工事技術検討委員会」が設立された。同委員会は工事によって環境影響が生じないように第三者的立場から技術的検討を行い、2005年12月に報告書を提出した。なお、駅周辺の一部の住民は反対運動を行っており、駅周辺にはのぼりが立っていた。
以上の理由から事業着手に至っておらず、地下化計画は事実上凍結状態となっている。東急電鉄では2008年（平成20年）3月からの急行運行を間に合わせるために、溝の口方の隣駅である上野毛駅に上り通過線を設置し、一部の時間帯において追い抜きを行っている。

## 利用状況
2024年度（令和6年度）の1日平均乗降人員は27,098人である。
近年の1日平均乗降・乗車人員の推移は以下の通り。
| 年度               | 1日平均 乗降人員 | 1日平均 乗車人員 | 出典     |
| ------------------ | ---------------- | ---------------- | -------- |
| 1956年（昭和31年） |                  | 9,323            | [ * 1 ]  |
| 1957年（昭和32年） |                  | 10,564           | [ * 2 ]  |
| 1958年（昭和33年） |                  | 10,972           | [ * 3 ]  |
| 1959年（昭和34年） |                  | 11,205           | [ * 4 ]  |
| 1960年（昭和35年） | 23,353           | 11,649           | [ * 5 ]  |
| 1961年（昭和36年） | 24,517           | 12,172           | [ * 6 ]  |
| 1962年（昭和37年） | 25,441           | 12,618           | [ * 7 ]  |
| 1963年（昭和38年） | 24,585           | 12,196           | [ * 8 ]  |
| 1964年（昭和39年） | 24,044           | 11,838           | [ * 9 ]  |
| 1965年（昭和40年） | 22,987           | 11,283           | [ * 10 ] |
| 1966年（昭和41年） | 22,698           | 11,315           | [ * 11 ] |
| 1967年（昭和42年） | 23,218           | 11,809           | [ * 12 ] |
| 1968年（昭和43年） | 23,685           | 12,096           | [ * 13 ] |
| 1969年（昭和44年） | 24,707           | 12,326           | [ * 14 ] |
| 1970年（昭和45年） | 25,969           | 13,114           | [ * 15 ] |
| 1971年（昭和46年） | 27,277           | 13,865           | [ * 16 ] |
| 1972年（昭和47年） | 28,273           | 14,206           | [ * 17 ] |
| 1973年（昭和48年） | 28,581           | 14,361           | [ * 18 ] |
| 1974年（昭和49年） | 29,060           | 14,629           | [ * 19 ] |
| 1975年（昭和50年） | 28,983           | 14,563           | [ * 20 ] |
| 1976年（昭和51年） | 28,257           | 14,171           | [ * 21 ] |
| 1977年（昭和52年） | 27,223           | 13,676           | [ * 22 ] |
| 1978年（昭和53年） | 27,851           | 14,031           | [ * 23 ] |
| 1979年（昭和54年） | 27,200           | 13,657           | [ * 24 ] |
| 1980年（昭和55年） | 26,461           | 13,427           | [ * 25 ] |
| 1981年（昭和56年） | 26,135           | 13,314           | [ * 26 ] |
| 1982年（昭和57年） | 26,325           | 13,391           | [ * 27 ] |
| 1983年（昭和58年） | 26,852           | 13,764           | [ * 28 ] |
| 1984年（昭和59年） | 28,028           | 14,149           | [ * 29 ] |
| 1985年（昭和60年） | 29,287           | 14,493           | [ * 30 ] |
| 1986年（昭和61年） | 28,618           | 14,637           | [ * 31 ] |
| 1987年（昭和62年） | 28,782           | 14,597           | [ * 32 ] |
| 1988年（昭和63年） | 28,693           | 14,519           | [ * 33 ] |
| 1989年（平成元年） | 28,304           | 14,266           | [ * 34 ] |
| 1990年（平成02年） | 27,576           | 14,177           | [ * 35 ] |
| 1991年（平成03年） | 28,483           | 14,390           | [ * 36 ] |
| 1992年（平成04年） | 31,126           | 14,413           | [ * 37 ] |
| 1993年（平成05年） | 28,100           | 14,406           | [ * 38 ] |
| 1994年（平成06年） | 28,860           | 14,274           | [ * 39 ] |
| 1995年（平成07年） | 28,758           | 14,274           | [ * 40 ] |
| 1996年（平成08年） | 29,007           | 14,322           | [ * 41 ] |
| 1997年（平成09年） | 29,251           | 14,524           | [ * 42 ] |
| 1998年（平成10年） | 28,884           | 14,339           | [ * 43 ] |
| 1999年（平成11年） | 28,858           | 14,394           | [ * 44 ] |
| 2000年（平成12年） | 27,461           | 13,868           | [ * 45 ] |
| 2001年（平成13年） | 26,147           | 13,440           | [ * 46 ] |
| 2002年（平成14年） | 25,738           | 13,150           | [ * 47 ] |
| 2003年（平成15年） | 25,048           | 12,723           | [ * 48 ] |
| 2004年（平成16年） | 25,442           | 12,824           | [ * 49 ] |
| 2005年（平成17年） | 25,493           | 12,859           | [ * 50 ] |
| 2006年（平成18年） | 25,719           | 12,988           | [ * 51 ] |
| 2007年（平成19年） | 25,881           | 13,133           | [ * 52 ] |
| 2008年（平成20年） | 25,633           | 12,971           | [ * 53 ] |
| 2009年（平成21年） | 25,983           | 13.106           | [ * 54 ] |
| 2010年（平成22年） | 27,349           | 13,804           | [ * 55 ] |
| 2011年（平成23年） | 27,959           | 14,100           | [ * 56 ] |
| 2012年（平成24年） | 28,901           | 14,565           | [ * 57 ] |
| 2013年（平成25年） | 29,058           | 14,650           | [ * 58 ] |
| 2014年（平成26年） | 28,562           | 14,411           | [ * 59 ] |
| 2015年（平成27年） | 28,986           | 14,615           | [ * 60 ] |
| 2016年（平成28年） | 29,195           | 14,722           | [ * 61 ] |
| 2017年（平成29年） | 29,672           | 14,948           | [ * 62 ] |
| 2018年（平成30年） | 29,718           | 14,956           | [ * 63 ] |
| 2019年（令和元年） | 29,530           | 14,844           | [ * 64 ] |
| 2020年（令和02年） | 21,331           |                  |          |
| 2021年（令和03年） | 24,470           |                  |          |
| 2022年（令和04年） | 25,854           |                  |          |
| 2023年（令和05年） | 26,931           |                  |          |
| 2024年（令和06年） | 27,098           |                  |          |

## 駅周辺

### 官公庁・公共施設
- 世田谷区役所 玉川総合支所
  - 玉川区民会館
- 警視庁 玉川警察署
- 東京消防庁第三消防方面本部 玉川消防署

### 教育機関
- 日本体育大学 本部・世田谷深沢キャンパス：徒歩18分。
- 東京都市大学等々力中学校・高等学校
- 東京都立園芸高等学校

### 郵便局・金融機関
- 玉川郵便局
- 世田谷等々力郵便局
- 世田谷野毛郵便局
- りそな銀行 等々力支店

### 史跡・自然
- 等々力渓谷（東京都指定名勝）
- 等々力不動尊
- 満願寺

等々力陸上競技場と川崎市とどろきアリーナのある神奈川県川崎市中原区等々力は、かつては同じ村（等々力村）であり、多摩川の概ね対岸に位置するが、当駅付近は多摩川を渡る橋はない。東京都と川崎市は2025年の完成を目指し、同駅直ぐ東側（大井町方）を高架で通る東京都道312号白金台町等々力線（目黒通り）を延伸して多摩川を越える「（仮称）等々力大橋」の建設計画を進めている。詳細は同道路、および等々力を参照。

## バス路線

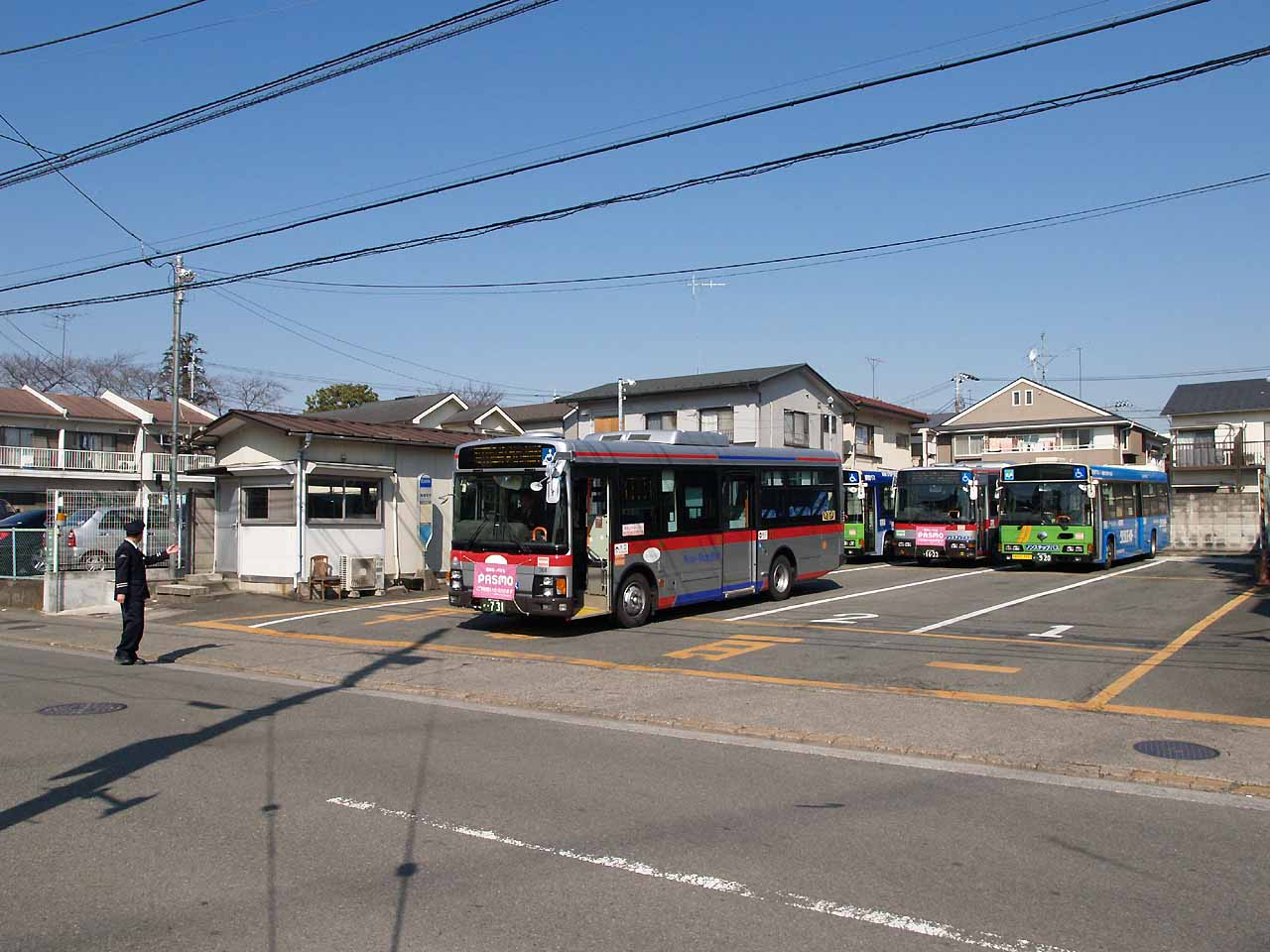
東急バス等々力操車所

駅周辺のバス停から、5系統が運行されている。全て東急バスによる運行である。かつては都営バス乗入もあり、1984年（昭和59年）2月15日までは渋谷営業所（東82系統、現在の東急バス渋82系統）、2013年（平成25年）3月31日までは港南支所（東98系統）が東急との共同運行で乗り入れていた。
- 等々力バス停
  - [ 等01 ]「タマリバーバス（循環）」玉堤（等々力不動尊・玉堤・尾山台駅経由）[13] - 駅南側の「等々力商店街」にも停車
  - [ 等11 ] 桜小学校行（深沢不動前・駒沢・向天神橋・世田谷駅・上町経由）
  - [ 等12 ] 成城学園前駅（深沢不動前・中町五丁目・用賀駅・桜丘三丁目・成育医療研究センター前経由）・瀬田営業所（入庫便のみ、深沢不動前・中町五丁目・多摩美術大学経由）行
    - 平日日中および土休日夜間時間帯は用賀駅止まりのため、ICカード支払いでの無料乗継取扱あり。

  - [ 等13 ] 梅ヶ丘駅（深沢不動前・駒沢・向天神橋・世田谷区民会館・国士舘大学経由）行
  - [ 渋82 ] 渋谷駅（深沢不動前・駒沢・三軒茶屋・大橋経由）・瀬田営業所（入庫便のみ、深沢不動前・中町五丁目・多摩美術大学経由）行（起終点）
  - [ 東98 ] 東京駅南口（等々力七丁目・都立大学駅北口・清水・目黒駅前・東京タワー・日比谷経由）・目黒駅前（等々力七丁目・都立大学駅北口・清水経由）・清水（等々力七丁目・都立大学駅北口経由）行
  - [ 等21 ] 等々力四丁目・玉川警察署循環
  - [ 等11 ]・[ 等12 ]・[ 等13 ]・[ 等21 ]・[ 東98 ] 等々力操車所行

- 等々力駅入口バス停（駅南側の環八通り上）
  - [ 園01 ] 田園調布駅行 / 千歳船橋行（上野毛駅・瀬田営業所・三本杉経由）

- 等々力操車所バス停
  - [ 東98 ] 東京駅南口行（起終点）
  - [ 等11 ] 桜小学校行（起終点）
  - [ 等12 ] 成城学園前駅行（起終点）
  - [ 等13 ] 梅ヶ丘駅行（起終点）
  - [ 等21 ] 等々力四丁目・玉川警察署循環（起終点）

## 隣の駅
東急電鉄
 大井町線
■急行
通過
□各駅停車（二子新地・高津は通過）・■各駅停車（二子新地・高津に停車）
尾山台駅 (OM12) - 等々力駅 (OM13) - 上野毛駅 (OM14)